# Bundeshandelsakademie und Bundeshandelsschule Wien 22

Logo der business.academy.donaustadt

Die Bundeshandelsakademie und Bundeshandelsschule Wien 22 (auch BHAK Wien 22, oder business.academy.donaustadt), Kurzform: BHAK und BHAS Wien 22, ist eine kaufmännische berufsbildende mittlere und höhere Schule (BMHS) in der Polgarstraße 24 im 22. Wiener Gemeindebezirk, Donaustadt im Stadtteil Kagran. Sie befindet sich unter der gleichen Adresse neben dem Polgargymnasium.

## Geschichte
Die Schule hat am 6. September 1976 mit etwa 120 Schülern, 8 Lehrern und 4 Klassen unter der Leitung von Gustav Ulreich in der Stadlauer Straße 51 den Betrieb aufgenommen und am 5. Oktober 1976 wurde sie auf Erlass des Bundesministerium für Unterricht und Kunst als Expositur der BHAK Wien 10 unter der Schulbezeichnung Expositur Wien 10 Bundeshandelsakademie und Bundeshandelsschule errichtet. Die Expositur endete mit der Verselbstständigung der Schule am 1. Jänner 1978 mit dem neuen Namen Bundeshandelsakademie und Bundeshandelsschule Wien XXII. Der bisherige Leiter Gustav Ulreich wurde zum Direktor ernannt.
1978 begannen in der Polgarstraße 24 die Bauarbeiten zu einem neuen Schulzentrum, welches nach vierjähriger Bauzeit am 6. Oktober 1982 den damaligen Unterrichtsminister Fred Sinowatz übergeben wurde. In das neue Schulgebäude zogen zwei verschiedene Schulen ein: Das Polgargymnasium und die HAK-Klassen der BHAK und BHAS Wien 22.
Ab 1. September 1994 traten für alle Handelsakademien und Handelsschulen in Österreich neue Lehrpläne in Bezug auf die Umweltthematik in Kraft. In der BHAK Wien 22 wird der neue Ausbildungsschwerpunkt Ökologisch orientierte Unternehmensführung eingeführt. In diesem Jahr hat die BHAK Wien 22 den ersten Preis bei einem Umweltwettbewerb der UTEC-ABSORGA gewonnen, des Weiteren wurde das Schulmanagement-Modell Umwelt-Stabstellen entwickelt. Seit 1999 ist die Schule auch unter den neuen Namen business.academy.donaustadt bekannt.
2011 begann in der Polgarstraße 24 die Erweiterung mit einem viergeschoßigen Anbau, gleichzeitig erfolgte die Sanierung des bestehenden Schulgebäudes.
In die Planung des neuen Raumkonzeptes, wie zum Beispiel Lerninseln und Außenbereiche, wurden Vorschläge der Schüler und Lehrer herangezogen und umgesetzt. Das neue Gebäude der business.academy.donaustadt wurde 2013 unter anderem von der Unterrichtsministerin Claudia Schmied und der Stadtschulratspräsidentin (jetzt Bildungsdirektion für Wien) Susanne Brandsteidl offiziell eröffnet. Mit den Umzug der verbliebenen HAS-Klassen von der Stadlauer Straße 51 in die Polgarstraße 24, waren seit 1982 wieder sämtliche Klassen und das Lehrpersonal der business.academy.donaustadt an einen einzigen Schulstandort anzutreffen.
Am 16. März 2020 wurden sämtliche Schulen in ganz Österreich im Zusammenhang mit dem verordneten Lockdown aufgrund der COVID-19-Pandemie nach § 18 des Epidemiegesetzes für den Unterricht geschlossen. Infolgedessen wurde auf Distanzunterricht umgestellt, die Schüler der business.academy.donaustadt bekamen Lern- und Übungsmaterialien, die Lehrer waren über Home Office erreichbar, während das anwesende Verwaltungspersonal weitgehend reduziert wurde. Nach Verordnung vom damaligen Bildungsminister Heinz Faßmann am 24. April, begann am 4. Mai – unter Berücksichtigung aller Hygienemaßnahmen – wieder der Unterricht mit acht Matura-Klassen (sechs HAK, zwei AUL).
Während des ersten Lockdowns kam die Idee auf, dass die Schülerinnen und Schüler zu Hause ihre Eindrücke und Gefühle in dieser Zeit schriftlich festhalten. Das Ergebnis war ein Buch woran über 100 Schüler der business.academy.donaustadt beteiligt waren. Das mit den media literacy award [mla] 2020-Preis ausgezeichnete Buch erschien im Juni 2020 unter dem Titel Lockdown – Berichte aus dem Hausarrest im Verlag edition Import/Export als dritter Band der Reihe Geschichten der Gegenwart.

## Architektur

Draufsicht der BHAK Wien 22. Links der Zubau, rechts der Ziegelbau

Das Architekturbüro Silbermayr gewann 2009 die Ausschreibung für einen Zubau, wobei in den Planungsprozess auch die Vorschläge der Schule einbezogen wurde.
Bauherr und Auftraggeber war die Bundesimmobiliengesellschaft (BIG).
Errichtet wurde der viergeschoßige Zubau nach 15 Monaten Bauzeit und am 14. November 2012, konnte die business.academy.donaustadt in das neue Schulgebäude einziehen.
Der neu errichtete Zubau ist sternförmig ausgerichtet, wobei sich in deren wabenähnlichen Enden (Lerninseln) die Klassenräume befinden. Die Freifläche der Lerninseln werden für Pausen, Lernen oder Projektarbeit verwendet. Die business.academy.donaustadt besteht aus zwei Gebäudeteilen die in jedem Stockwerk über eine seitlich verglaste Verbindungsrampe miteinander verbunden sind: dem abgetrennten Bereich des älteren Schulgebäudes – wegen der gangseitig ersichtlichen Ziegelmauer Ziegelbau genannt – und dem Neubau.

## Räume und Ausstattung
Innenbereich
- Eine große offene Aula, bei Bedarf mit mobiler Bühne die für Veranstaltungen verwendet wird
- 43 Klassenräume mit Beamer und Klassenspinde
- Zusätzliche bedarfsorientierte Unterrichtsräume
- Drei Räume für Physik, Chemie und Biologie-Unterricht (NaWi)
- Elf EDV-Räume
- Schulweite Internetzugänge und WLAN-Erreichbarkeit
- Zwei Turnsäle, einen Gymnastikraum
- Zwei Zentralgarderoben für jeden Schüler
- Multimediales Lernzentrum (MUMELZ) mit Bibliothek und EDV-Arbeitsplätze
- Betriebswirtschaftliche Zentrum (BWZ) mit EDV-Arbeitsplätze u. a. für Arbeiten mit diversen Übungsfirmen
- Schulbuffet

Außenbereich
- Offene Schulhöfe[8]
- Große begrünte Außenanlage
- Eine Arena-ähnliche Außenanlage, Arena del Sol, die unter anderem für Freizeit, Projekte oder Veranstaltungen verwendet werden[16]
- Anlaufbahn u. a. für Weitsprung
- Volleyballplatz

## Ausbildungsangebot
Die business.academy.donaustadt bietet mit der Handelsakademie (HAK), Handelsschule (HAS) und den HAK-Aufbaulehrgang (AUL) drei Schulformen an:
HAK

Die Handelsakademie ist ein fünfjähriger Bildungsgang mit einer umfassenden Allgemeinbildung und einer höheren kaufmännische Bildung in allen Bereichen der Wirtschaft.
Die Schule bietet vier verschiedene Ausbildungswege mit unterschiedlichen Ausbildungsschwerpunkten an:
- HAK-Management konzentriert sich auf die kaufmännischen Kernkompetenzen und fördert des unternehmerischen Denken und Planen mit Hilfe von Partnerfirmen.
- HAK-International kennzeichnet Englisch als Arbeitssprache und internationale Projekte.
- HAK-Experience setzt auf nachhaltige und gemeinnützige Wirtschaftsmodelle sowie Praxis-Erfahrungen (Experience-Tage, Auslandspraktikum und Sozialprojekte).
- HAK-Innovativ fördert mit Notebook-Unterstützung moderne und offene Lernformen sowie über eCOOL den Umgang mit digitalen Medien.

Neben Englisch können die Schüler Spanisch, Französisch oder Italienisch als zweite lebende Fremdsprache erlernen.
Die HAK wird mit der Reife- und Diplomprüfung (Matura) abgeschlossen, wodurch man zum Studium an Fachhochschulen, Akademien und Universitäten berechtigt ist.
HAS

Die Handelsschule ist ein dreijähriger Bildungsgang mit einer umfassenden Allgemeinbildung und einer kaufmännischen Grundausbildung, die zur Ausübung von Berufen in vielen Zweigen der Wirtschaft befähigt. Schwerpunkte sind unter anderem Office Management, Pflichtpraktikum, praxisorientierter Unterricht mit Übungsfirmen (Üfa), Sprachkompetenz in Deutsch und Englisch.
Die HAS wird mit einer Abschlussprüfung abgeschlossen.
AUL

Der dreijährige kaufmännische HAK-Aufbaulehrgang ist die Fortsetzung der HAS – aufbauend zum Lehrstoff der HAK –, womit auch eine Reife- und Diplomprüfung abgelegt werden kann. Die Schüler vertiefen unter anderem ihre Kenntnisse in Mathematik und in einer zweiten lebenden Fremdsprache (Spanisch, Französisch oder Italienisch).
Ab den ersten Jahrgang können AUL-Schüler zwischen folgenden Ausbildungsschwerpunkten wählen und sich spezialisieren:
- Finanz- und Risikomanagement (FIRI)
- Informations- und Kommunikationstechnologie (IKT)
- Kommunikationsmanagement und Marketing (KMMA)
- Management, Controlling und Accounting (MCA)

## Partnerschulen
Die business.academy.donaustadt hat seit Jahren an EU-Projekten wie zum Beispiel Comenius und Leonardo da Vinci teilgenommen, wodurch bereits zahlreiche Schulpartnerschaften entstanden sind und Erfahrungen gesammelt wurden. Im Rahmen des Erasmus+-Programmes, wo sämtliche Programme vereint fortgeführt werden, hat die business.academy.donaustadt Partnerschulen in ganz Europa und ermöglicht Schüler und Lehrkräften einen internationalen Austausch.

## Bekannter Schüler
- Markus Brier (* 1968), Profigolfer

## Leitung
- 1977–1996 Gustav Ulreich (1977–1978 als Expositur; ehemaliger Präsident des österreichischen Karatebundes)[2][21]
- 1996–1997 Helmut Mayer (interimistisch)
- 1997–2007 Johann Konrad[22]
- 2007–2008 Isabel Trögl (interimistisch)[23]
- 2008–2023 Christian Posad[24]
- seit 2023 Peter Rak (provisorisch)[25]

## Umwelt und Ökologie
Die business.academy.donaustadt nimmt an folgenden Programmen bezüglich Ökologie, Umwelt und Nachhaltigkeit teil:
- EMAS seit November 2000; die business.academy.donaustadt wurde damit als erste Schule Europas zertifiziert.[26][27]
- Österreichisches Umweltzeichen seit 2003 zertifiziert[27][28]
- ÖKOLOG-Schule seit 17. Oktober 2003[1]
- FAIRTRADE seit 15. September 2017[29]
- klimaaktiv mobil[30]

## Sonstiges
- Seit 2015 ist die business.academy.donaustadt eine UNESCO-Schule.[31][32]
- Am 30. September 2019 wurde sie eine Botschafterschule des Europäischen Parlaments.[33]
- Die Schule ist Mitglied im WieNGS-Netzwerk (Wiener Netzwerk Gesundheitsfördernde Schulen).[34]
- Den Schülerinnen und Schülern ist das Tragen von Straßenschuhen – bis auf bestimmte Ausnahmen – innerhalb des Gebäudes nicht erlaubt.
- Im Schuljahr 2022/2023 erzielte die Schule beim "Staatspreis Innovative Schulen 2022/23" den 2. Platz.[35]